# Ризький провулок
Ри́зький прову́лок — зниклий провулок, що існував у Шевченківському районі міста Києва, місцевість Сирець. Пролягав від Ризької вулиці до тупика.

## Історія
Виник у середині XX століття, ймовірно під назвою 88?-а Нова. Назву отримав 1955 року, згідно з довідником «Вулиці Києва» за 1995 рік, а 1961 року провулок приєднано до Ризької вулиці, однак він зафіксований під такою назвою у довіднику за 1975 рік і офіційно ліквідований лише 1977 року.
Нині — одне з тупикових відгалужень з непарного боку Ризької вулиці, забудова віднесена до неї ж.